# Manuel Fraga Iribarne

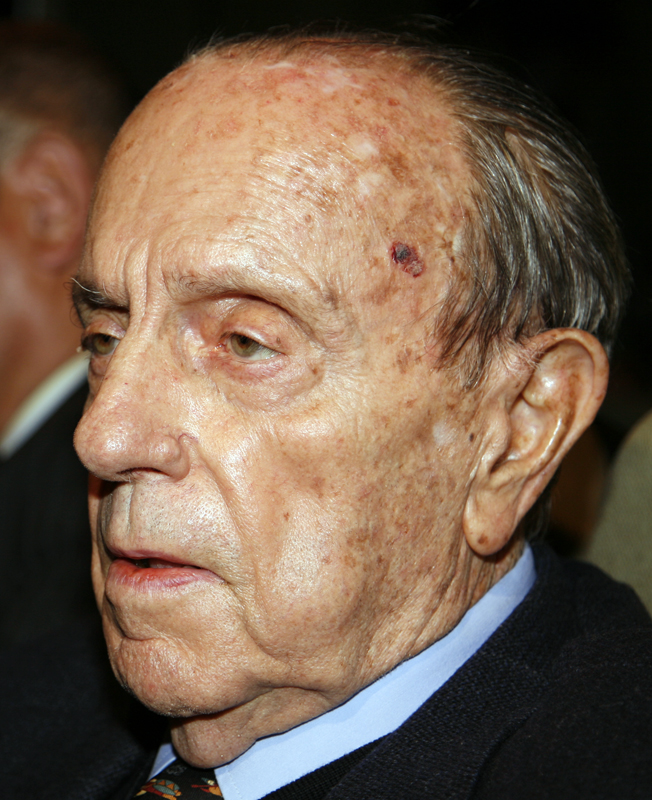
Manuel Fraga Iribarne (Oktober 2007)

Manuel Fraga Iribarne (* 23. November 1922 in Vilalba bei Lugo, Galicien; † 15. Januar 2012 in Madrid) war ein spanischer Politiker.
In der Zeit des Franquismus amtierte er von 1962 bis 1969 als Minister. Während und nach dem Übergang Spaniens zur Demokratie, der Transición, gehörte er zu den maßgebenden Persönlichkeiten des konservativen Lagers, führte das 1976 von ihm gegründete Parteienbündnis Alianza Popular (AP) und war erster Vorsitzender der 1989 daraus hervorgegangenen Partido Popular (PP) sowie von 1990 bis 2005 Regierungschef der Autonomen Region Galicien.

## Werdegang und politisches Wirken
Manuel Fraga Iribarne studierte Rechtswissenschaften an der Universität Santiago de Compostela. Seine politische Laufbahn begann er während der Diktatur von Francisco Franco als Mitglied der faschistischen Falange. Im Jahr 1951 wurde Fraga Generalsekretär des Instituto de Cultura Hispánica („Institut für Hispanische Kultur“), einer falangistisch dominierten Institution für die internationale Zusammenarbeit der spanischsprachigen Welt unter ideologischer Führung Spaniens. Später übernahm Fraga u. a. Ämter im Erziehungsministerium (von 1955 bis 1958) sowie im Ausschuss für Auswärtige Angelegenheiten der spanischen Cortes.
Von 1962 bis 1969 war er spanischer Tourismus- und Informationsminister. In diese Zeit fällt einerseits eine gewisse Europäisierung Spaniens, die besonders im einsetzenden Tourismusboom ihren Ausdruck fand, andererseits aber auch eine restriktive Presse- und Zensurpolitik, die auf die Sicherung des bestehenden Systems gegen oppositionelle Einflüsse bedacht war. Die Vorzensur wurde 1966 durch ein neues Pressegesetz, das als „Fraga-Gesetz“ bekannt wurde, abgeschafft, die Zensur aber nicht grundlegend aufgehoben. Als Informationsminister war Fraga für die weltanschauliche Kontrolle und Beeinflussung der Öffentlichkeit und die Aufrechterhaltung des politischen Regimes des Franquismus unmittelbar mitverantwortlich und verkündete unter anderem auch die Hinrichtung politischer Gefangener, so etwa im Fall des 1963 exekutierten kommunistischen Aktivisten Julián Grimau, der einen internationalen Proteststurm auslöste.
Während der Spiegel-Affäre in der Bundesrepublik Deutschland spielte Fraga eine Rolle, als er durch eine regierungsamtliche Stellungnahme das Dementi der Bundesregierung, wonach die Festnahme von Conrad Ahlers in Torremolinos am 27. Oktober 1962 nicht von deutschen Stellen veranlasst worden wäre, als falsch entlarvte. Dies führte zu einer Regierungskrise in Bonn und endete schließlich mit der Entlassung von Franz Josef Strauß als Verteidigungsminister.
Anfang 1969 wurde Fraga auf Anregung des deutschen Botschafters in Madrid Hermann Meyer-Lindenberg mit dem Verdienstorden der Bundesrepublik Deutschland ausgezeichnet, was in Deutschland zu Protesten führte, da in Spanien kurz zuvor der Ausnahmezustand verhängt worden war. Unter Druck geriet besonders Willy Brandt als Außenminister der damals noch regierenden großen Koalition. Das von ihm geleitete Auswärtige Amt rechtfertigte die Verleihung damit, die Entscheidung für die Würdigung sei bereits vor den jüngsten Entwicklungen gefallen, und Meyer-Lindenberg gab als Begründung für seinen Vorschlag an, Fraga habe sich seit Jahren um die deutsch-spanischen Beziehungen verdient gemacht. Aus Protest gab Karl Gerold, der Herausgeber der Frankfurter Rundschau, das ihm einige Jahre zuvor verliehene Bundesverdienstkreuz zurück.

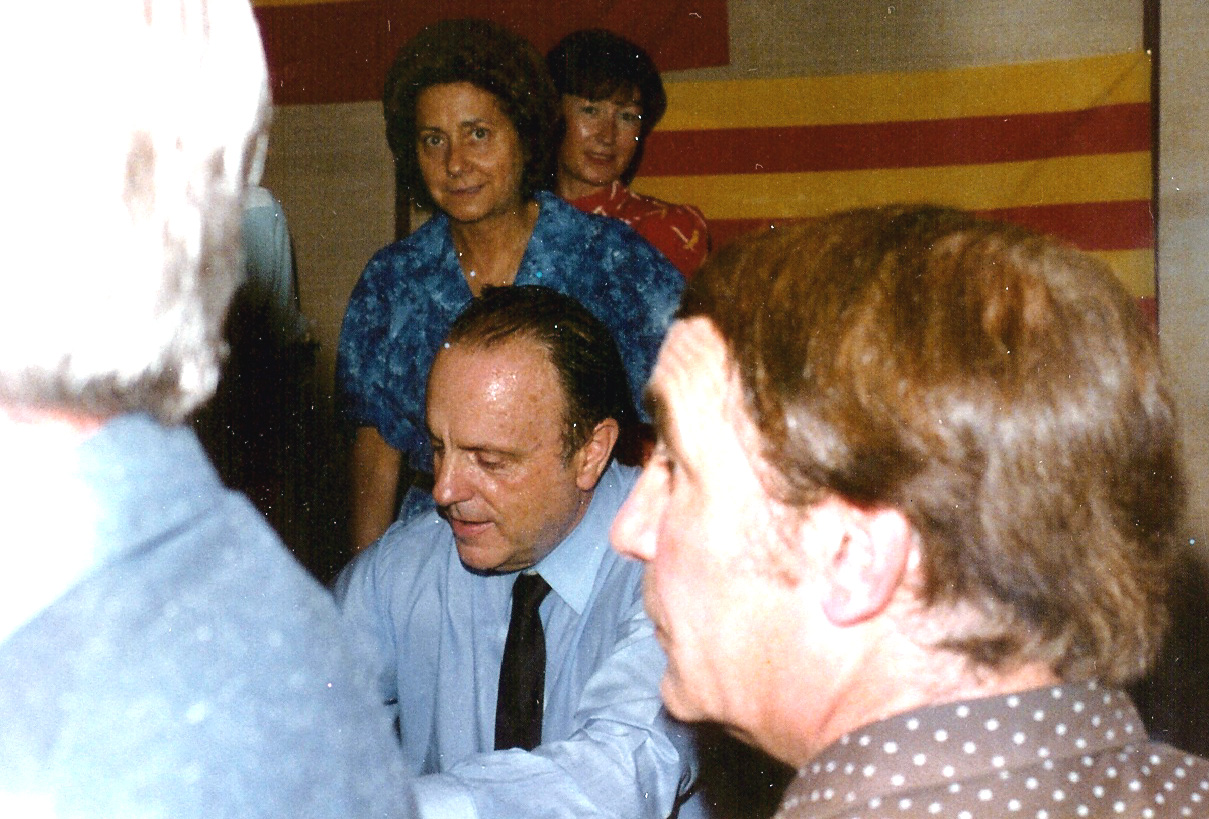
Fraga während der Transition in Spanien

1973 wurde Fraga spanischer Botschafter in Großbritannien. Nach Francos Tod wurde er im Dezember 1975 unter König Juan Carlos I. Innenminister und Vize-Ministerpräsident in der Regierung von Carlos Arias Navarro. Unter Fragas Verantwortlichkeit als Minister kam es zu mehreren blutigen Zwischenfällen bei Einsätzen staatlicher Sicherheitskräfte: Die bewaffnete Nationalpolizei tötete im März 1976 beim Massaker von Vitoria fünf Arbeiter und verletzte weitere 150. Bei einem Attentat auf eine linkscarlistische Wallfahrt in Montejurra (Navarra), zu der auch rund 20 linke Parteien und Organisationen eingeladen waren, wurden im Mai 1976 zwei Anhänger des sozialistisch orientierten carlistischen Thronprätendenten Carlos Hugo von Bourbon-Parma ermordet und zahlreiche weitere verletzt. Hinter den Morden standen restaurative franquistische Kräfte innerhalb der Guardia Civil und die Geheimdienstaktion Operación Reconquista, die von Fraga sowie dem Regierungschef Arias Navarro unterstützt wurden. Der Exil-Argentinier Rodolfo Almirón, früherer Führer der argentinischen Alianza-Anticomunista-Argentina-Todesschwadronen, war von 1981 bis 1984 Chef von Fragas Personenschutz. Auch Almirón war 1976 beim Attentat von Montejurra persönlich zugegen gewesen.

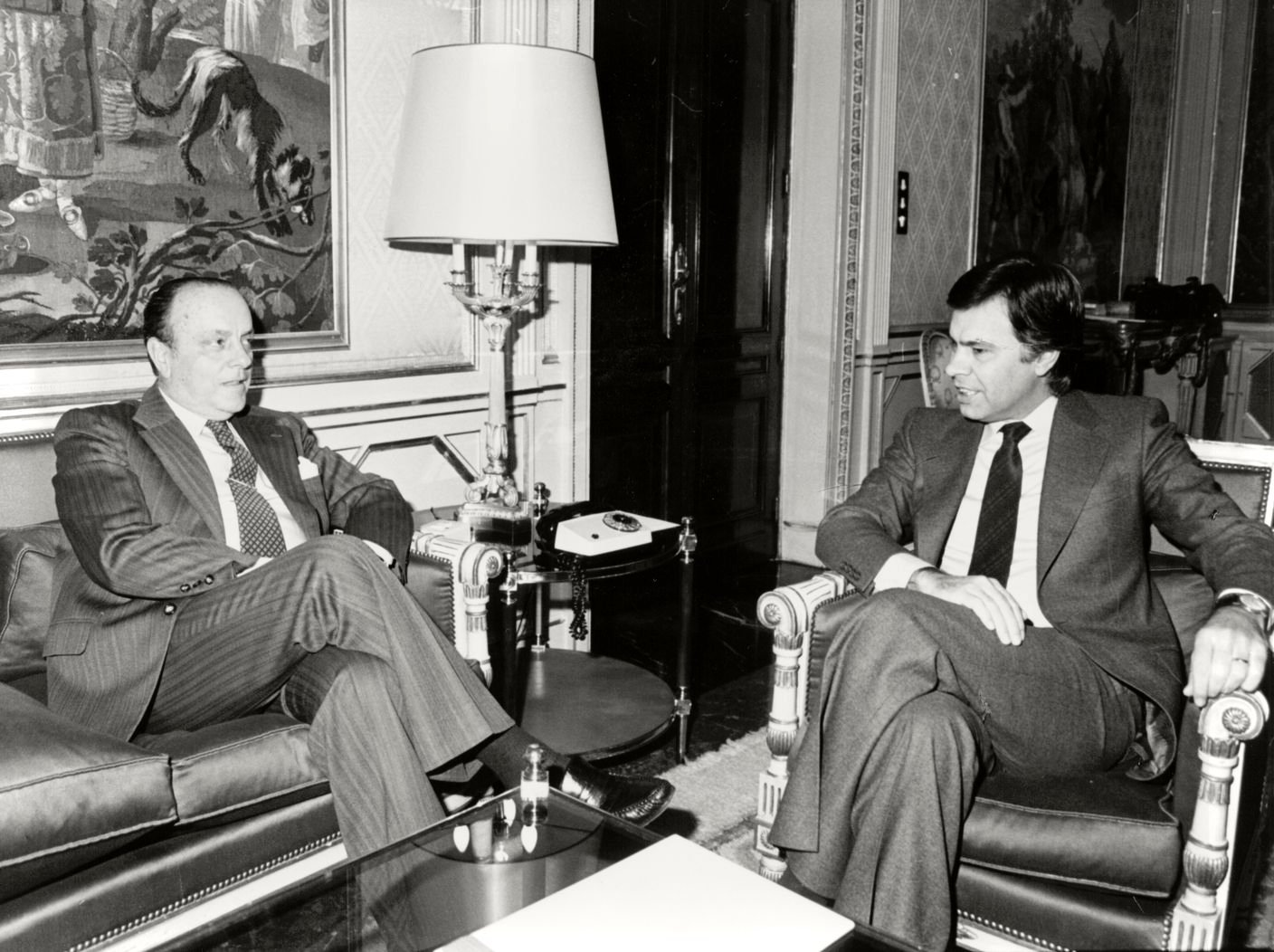
Manuel Fraga trifft als Oppositionsführer Ministerpräsident Felipe González (1983)

1976 gründete sich auf Fragas Initiative das aus mehreren konservativen und bürgerlichen Parteien zusammengesetzte Parteienbündnis Alianza Popular („Volksallianz“), Vorgängerin der Volkspartei (Partido Popular, PP), das sich als Sammelbewegung des rechtsgerichteten katholischen und nationalspanischen Spektrums unter demokratischem Vorzeichen verstand. Manuel Fraga wurde erster Generalsekretär der neuen Gruppierung und übernahm 1979 den Vorsitz der Allianz. Als Mitglied des Ausschusses, der mit der Ausarbeitung der bis heute geltenden spanischen Verfassung von 1978 betraut war, gehörte Fraga zu den „Vätern der Verfassung“. Bei den Parlamentswahlen von 1977, 1979, 1982 und 1986 wurde er jeweils ins spanische Abgeordnetenhaus gewählt, wo er nach dem Wahlsieg von Felipe González (PSOE) seit 1982 Oppositionsführer war. Von 1987 bis 1989 war er Mitglied des Europäischen Parlaments. Nach einer Reihe von politischen Querelen bildete sich 1989 aus der Alianza Popular heraus die Partido Popular, deren erster Vorsitzender Fraga wurde.
Bei den Wahlen vom 17. Dezember 1989 zum Regionalparlament seiner Heimatregion Galicien erhielt die PP die absolute Mehrheit, woraufhin Fraga am 5. Februar 1990 zum Regierungschef der galicischen Regionalregierung gewählt wurde. In den späteren Wahlen zum Regionalparlament vom 17. Oktober 1993, 19. Oktober 1997 und 21. Oktober 2001 errang der galicische Ableger der Partei unter Fragas Führung mehrmals die absolute Mehrheit und Fraga blieb lange Jahre Regierungschef. In der bis dahin wirtschaftlich rückständigen Region förderte er die Infrastruktur und den Tourismus und sorgte für die Durchsetzung der galicischen Sprache als regionale Amtssprache. Erst bei den Regionalwahlen am 19. Juni 2005 verlor die konservative Volkspartei die absolute Mehrheit knapp an die galicischen Sozialisten (Partido Socialista de Galicia, PSdeG) und den nationalistischen galicischen Block (Bloque Nacionalista Galego, BNG). Im August 2005 löste Emilio Pérez Touriño (PSdeG) Fraga als Regierungschef ab. Als Vorsitzender der galicischen Volkspartei trat Fraga am 16. Januar 2006 im Alter von 83 Jahren auf einem Parteitag in Santiago de Compostela zurück; zum Nachfolger wurde Alberto Núñez Feijóo gewählt. Damit endete in der öffentlichen Wahrnehmung die politische Ära Fragas. Allerdings gehörte er noch von März 2006 bis Dezember 2011, also bis kurz vor seinem Tod, als vom Regionalparlament von Galicien entsandtes Mitglied dem Senat, also dem Oberhaus der spanischen Cortes Generales an.
Fraga gilt als eine der am stärksten polarisierenden Gestalten der spanischen Politik seit dem Tod Francos. Er war politischer Ziehvater von José María Aznar, der ihm 1990 im Parteivorsitz nachfolgte und 1996–2004 spanischer Ministerpräsident war. Seine zentrale Bedeutung für die Volkspartei zeigt sich auch daran, dass Fraga seit seinem Ausscheiden aus dem Parteivorsitz bis zu seinem Tode als Gründungspräsident den Ehrenvorsitz seiner Partei ausübte und sich auch in politischen Debatten zu Wort meldete.

## Familie
Manuel Fraga Iribarne war mit María del Carmen Estévez verheiratet, die am 23. Februar 1996 verstarb. Er war Vater von fünf Kindern. Seine Tochter Carmen Fraga Estévez ist ebenfalls Politikerin und Mitglied des Europäischen Parlaments.

## Ehrungen

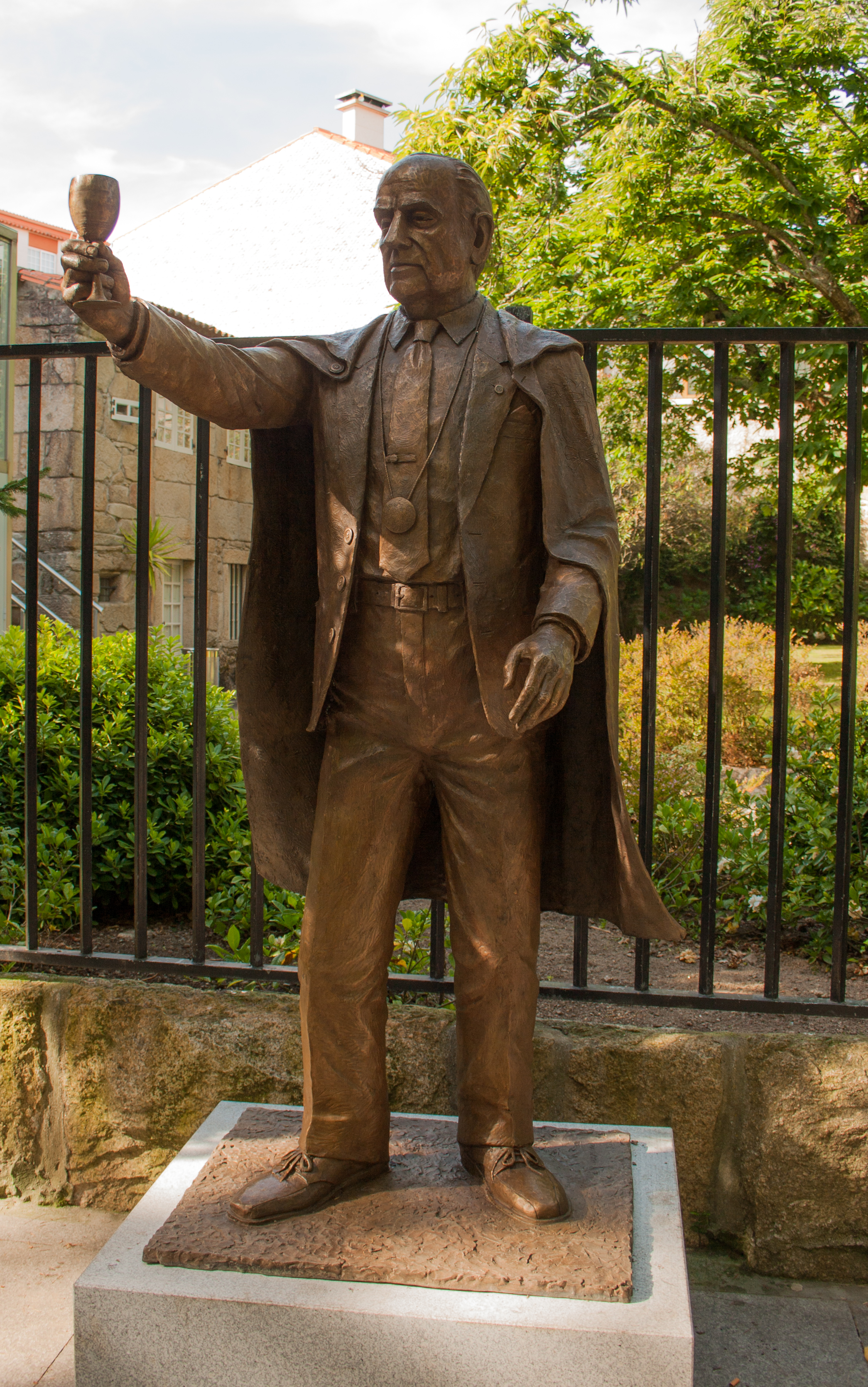
Statue Fragas in Cambados

- 1963: Großkreuz des Ordens San Raimundo de Penafort
- 1964: Großkreuz des Ordens des Infanten Dom Henrique
- 1969: Bundesverdienstkreuz mit Stern und Schulterband
- 1973: Großkreuz des Ordens Alfons X. des Weisen
- 1992: Großkreuz des portugiesischen Christusordens
- 1995: Großkreuz des norwegischen Verdienstordens
- 1996: Großkreuz des Ordens des heiligen Jakob vom Schwert